# Frances Drake
Frances Drake (* 22. Oktober 1912 in New York City; † 18. Januar 2000 in Irvine, Kalifornien, eigentlich Frances Dean) war eine US-amerikanische Schauspielerin.

## Leben
Frances Drake zog im Alter von vier Jahren mit ihren Eltern nach Kanada, ihre Schulausbildung absolvierte sie dort und in England. In London trat sie als Tänzerin auf, als sie 1933 – damals noch unter ihrem Geburtsnamen Frances Dean – erste Schritte in Richtung Filmkarriere unternahm und in den britischen Produktionen Meet My Sister und The Jewel mitwirkte. Als Paramount Pictures ihr einen Vertrag anbot, kehrte sie 1934 in die USA zurück und drehte mit Bolero ihren ersten Hollywood-Film mit George Raft und Carole Lombard in den Hauptrollen. Mit Raft stand sie, ebenfalls 1934, auch in The Trumpet Blows vor der Kamera. In der romantischen Komödie Meine Damen, zugehört!, in der sie eine Telefonistin spielte, die sich in die Stimme eines Anrufers verliebt, war Cary Grant ihr Filmpartner. In Heirate nie beim ersten Mal machte sie Joan Crawford am Tag der Hochzeit den Bräutigam, Robert Montgomery, abspenstig.
In Peter Lorres Hollywood-Debüt Mad Love mimte sie 1935 die Schauspielerin Yvonne Orlac, die zum Objekt der Begierde des genialen Chirurgen Dr. Gogol wird, dessen unerwiderte Liebe sich zur Besessenheit steigert. Von der Kritik seinerzeit geschmäht, gilt der Film heute als ein Klassiker des Horrorfilm-Genres. Häufig wurde Frances Drake in Filmen als gefährdete Schönheit eingesetzt, so auch 1936 in Tödliche Strahlen, diesmal mit Boris Karloff in der Rolle des getriebenen Wissenschaftlers, der dem Wahnsinn anheimfällt. Eine ihrer bekanntesten Rollen, neben Mad Love, spielte Drake 1935 als Éponine in der Verfilmung von Victor Hugos Die Elenden (Les Misérables). In der Screwball-Komödie Drunter und drüber war sie 1939 an der Seite von Claudette Colbert und James Stewart zu sehen.
Frances Drake war von 1939 bis zu dessen Tod mit Cecil John Howard (1908–1985), einem Sohn von Henry Howard, 19th Earl of Suffolk, verheiratet. Nach zwei weiteren Filmen beendete sie 1942 ihre Schauspielkarriere und zog sich ins Privatleben zurück. 1992 heiratete sie erneut, ihr zweiter Ehemann starb ebenfalls im Jahr 2000.
Die Schauspielerin wurde mit einem Stern auf dem Hollywood Walk of Fame am Hollywood Boulevard geehrt.

## Filmografie (Auswahl)
- 1934: Bolero
- 1934: The Trumpet Blows
- 1934: Meine Damen, zugehört! (Ladies Should Listen)
- 1934: Heirate nie beim ersten Mal (Forsaking All Others)
- 1935: Mad Love
- 1935: Die Elenden (Les Misérables)
- 1935: Erpresser (Without Regret)
- 1936: Tödliche Strahlen (The Invisible Ray)
- 1936: Geheimnisvolle Passagiere (Florida Special)
- 1936: And Sudden Death
- 1937: Midnight Taxi
- 1937: Love Under Fire
- 1938: There’s Always a Woman
- 1938: The Lone Wolf in Paris
- 1939: Drunter und drüber (It’s a Wonderful World)
- 1940: I Take This Woman
- 1942: The Affairs of Martha